# Pancheraccia
 Pancheraccia  là một xã ở tỉnh Haute-Corse trên đảo Corse, Pháp. Xã này có diện tích 14,35 km², dân số năm 1999 là 184 người. Khu vực này có độ cao 500 mét trên mực nước biển.